# تمر الزهدي
زهدي ((بالعربية: زهدي) هو صنف من تمور النخيل الذي نشأ في العراق. لها جلد بني فاتح. إنه تمر شبه جاف متوسط الحجم وهو حلو للغاية. يتم شحن تمور الزهدي بشكل جيد ويتم تصديرها على نطاق واسع.
إنه صنف التمر الأكثر انتشارًا في العراق، مع حوالي 6 ملايين شجرة مزروعة اعتبارًا من عام 2015. في العراق، يبلغ متوسط الغلة السنوية 73 كجم لكل شجرة، على الرغم من أن الغلة يمكن أن تتجاوز 100 كجم في كثير من الأحيان. بخلاف العراق، يُزرع أيضًا في جيبوتي وتشيلي وبيرو والهند وإيران وإسرائيل وفلسطين وسوريا. 
تعتبر أشجار النخيل الزهدي أيضًا ذات قيمة عالية لتنسيق الحدائق. 
تعتبر تمور الزّهدي الإيرانية من أشهر أنواع التمور في العديد من البلدان. دية ذهبية للطبيعة ويحبها الجميع لما يتمتع به من ميزات مذهلة ومذاق لذيذ ولذيذ للغاية بين جميع أنواع التمور.الزهدی هدية ذهبية للطبيعة ويحبها الجميع لما يتمّتع به من الميزات(الخصائص) المذهلة ومذاق لذيذ ولذيذ للغاية بين جميع أنواع التمور التی یحبها الجمیع. هذا التمر  یحتوی علی النواة الغنیة بالمرکبات الفینولیة التی تستخدم فی الکیمیاء الصناعیة و العدید من الأطعمة و المشروبات الأخری مثل القهوة. هذه الفاکهة عی هدیة من الأراضی الإیرانیة الدافئة الی المستهلکین الأعزاء فی جمیع أنحاء العالم.

## المواد الغذائية والفوائد
يحتوي تمر الزهدي على الكالسيوم والمغنيسيوم والعديد من الفيتامينات الأساسية مثل فيتامين أ،ب، س المهمة لصحة الجسم. كما ويساعد على حماية الجسم وخلاياه من السرطانات. ويساعد على تحسين وظائف الدماغ لأنها مليئة بالطاقة بسبب احتوائها على الجلوكوز والكبريت الذي نادرا ما يوجد في الأطعمة الأخرى، حيث أن الكبريت يقلل من تفاعلات الحساسية والحساسية الموسمية.
ويحتوي تمر الزهدي على البوتاسيوم والمغنيسيوم والحديد التي تساعد في علاج فقر الدم، ويحتوي على نسبة سكر أقل مقارنة بالتمور الأخرى، حيث لكل 100 غم هناك 160 سعرة حرارية وهي أقل من عينة سكر الدم التي تحتوي على 400 سعرة حرارية، مما يجعله مناسبا لخفض ضغط الدم وخسارة الوزن. 

## أصل الكلمة
الزهدي هي الكلمة العربية ل «الزاهد». قد يكون اسم صنف التمر مشتقًا أيضًا من الزهدي في منطقة البصرة جنوب العراق. 